# Ivar Asbjørn Følling
Asbjorn Folling est un médecin et biochimiste norvégien né en 1888, mort en 1973.  Il a décrit la maladie qui porte son nom (plus connue maintenant sous le nom de PCU ou phénylcétonurie). En 1934, Asbjorn Fölling a rapporté qu'il avait découvert la cause de retard mental chez deux enfants. La maladie, phénylcétonurie, est encore appelée la maladie de Fölling en Norvège.

Asbjorn Fölling fut médecin à Oslo, puis s'est spécialisé dans les applications de la chimie à la médecine. Une réaction au phénylpyruvate en excès et au chlorure ferrique a provoqué un changement de couleur aux échantillons de l'urine acidifiée des enfants Egeland. Fölling a testé ensuite de nombreux enfants présentant un retard mental et a trouvé que huit d'eux avaient aussi une phénylcétonurie. La découverte a été publiée en norvégien et en allemand dans les six mois suivant les expériences originales. Il a aussi permis d'améliorer les régimes alimentaires de ces enfants.

## Sources
- Ressource relative à la recherche :   - Who Named It?
- Notices dans des dictionnaires ou encyclopédies généralistes :   - Norsk biografisk leksikon
  - Store norske leksikon
- Notices d'autorité :   - VIAF
  - ISNI
  - LCCN
  - GND
  - Norvège
  - WorldCat
- Biotop